# Ramona (film, 1936)
Pour les articles homonymes, voir Ramona.
Pour plus de détails, voir Fiche technique et Distribution.
Ramona  est un film américain réalisé par Henry King et sorti en 1936. C'est la quatrième adaptation cinématographique du roman de Helen Hunt Jackson Ramona: a Story (1884), après celles de D. W. Griffith, de Donald Crisp et d'Edwin Carewe ; c'est aussi la première parlante et en couleurs.

## Synopsis
En 1870, la jeune Ramona (Loretta Young) vient de quitter le couvent pour un ranch du sud de la Californie, où vivent sa tante et son cousin Felipe (Kent Taylor). Elle tombe amoureuse de l'indien Alejandro (Don Ameche), descendu de la vallée de Temecula pour la tonte des moutons. Mais la vie n'est pas facile pour les indiens, même catholiques : après leur mariage, leurs efforts pour fonder un foyer stable se heurteront à la brutalité et à la cupidité des colons anglo-saxons.

## Fiche technique
- Titre original : Ramona
- Réalisation : Henry King, assisté de Robert D. Webb
- Scénario : Lamar Trotti, d'après le roman Ramona de Helen Hunt Jackson
- Production : Sol M. Wurtzel, John Stone et Darryl F. Zanuck producteur exécutif
- Directeur de production : Darryl F. Zanuck
- Société de production : Twentieth Century Fox
- Photographie : William V. Skall et Chester A. Lyons (associé)
- Montage : Alfred DeGaetano
- Musique : Alfred Newman
- Direction artistique : Duncan Cramer (en)
- Costumes : Gwen Wakeling et Sam Benson
- Pays d'origine : États-Unis
- Format : Couleur (Technicolor) - Mono (Western Electric Noiseless Recording)
- Genre : Drame romantique
- Durée : 84 minutes
- Dates de sortie :
  - États-Unis : 25 septembre 1936
  - France : 22 janvier 1937

## Distribution
- Loretta Young : Ramona
- Don Ameche : Alessandro
- Kent Taylor : Felipe Moreno
- Pauline Frederick : Señora Moreno
- Jane Darwell : Tante Ri Hyar
- Katherine DeMille : Margarita
- Victor Kilian : Père Gaspara
- John Carradine : Jim Farrar
- J. Carrol Naish : Juan Can
- Pedro de Cordoba : Père Salvierderra
- Charles Waldron : Dr Weaver
- Claire Du Brey : Marda
- Russell Simpson : Scroggs

Acteurs non crédités
- Tom London : Un pionnier
- Charles Middleton : Un pionnier